# Alfonso Quijada Urías
Alfonso Quijada Urías (Quezaltepeque, 8 de diciembre de 1940) es un poeta y narrador salvadoreño. Firma su obra como Alfonso Kijadurías. Se le considera miembro de la Generación Comprometida.

## Reseña biográfica
Nació en Quezaltepeque, cuna de varios poetas salvadoreños. Desde joven se inclinó a la creación literaria. Su nombre comenzó a sonar en los círculos culturales salvadoreños en 1962, cuando, en compañía de David Escobar Galindo, se alzó con el segundo premio del II Certamen de la Asociación de Estudiantes de Humanidades de la Universidad de El Salvador. Pasa a formar parte del "Círculo Literario Universitario" donde conoce a poetas de la Generación Comprometida
En 1967 publicó varios de sus poemas en la antología "De aquí en adelante" (San Salvador), junto con los poetas Roberto Armijo, José Roberto Cea, Manlio Argueta y Tirso Canales. En 1969 y 1970 logró menciones honoríficas en el Premio Casa de las Américas (La Habana, Cuba) con “Sagradas escrituras” y “El otro infierno”.
Durante una presentación de su libro Todos los rumores del mundo, Jorge Dalton y Huezo Mixco coinciden en que Kijadurías ha sido desde siempre un hombre con versiones propias de muchas cosas, y un gran conversador que compartía con generosidad lo que sabía y lo que hacía. Algo que se comprueba en los últimos años, al mostrarse fraternal con jóvenes poetas. Intercala su residencia entre Vancouver y su natal Quezaltepeque.

## Obra

### Poesía
- Poemas (San Salvador, 1967)
- Sagradas escrituras (1969)
- El otro infierno (1970)
- Los estados sobrenaturales y otros poemas (San Salvador, 1971)
- La esfera imaginaria (Vancouver, 1997)
- Es cara musa (San Salvador, 1997)
- Toda razón dispersa (San Salvador, 1998)
- Fragmentos del azar (2011)[3]
- Todos los rumores del mundo (Editorial Flor de Barro, 2015)[2]

### Narrativa
- Cuentos (San Salvador, 1971)
- La fama infame del famoso a(pá)trida (San Salvador, 1979)
- Para mirarte mejor (Tegucigalpa, 1987)
- Die Nacht hangabwärts (La noche cuesta abajo) en: Carlos Rincón (ed.): Erkundungen. 50 Erzähler aus Mittelamerika, Berlín (Verlag Volk und Welt) 1988, p. 29-35.
- Lujuria tropical (novela, San Salvador, 1996)

## Distinciones
- Segundo premio del II Certamen Cultural de la Asociación de Estudiantes de Humanidades de la Universidad de El Salvador (1962)
- Tercer premio en los Juegos Florales de Zacatecoluca (1963)
- Primer Premio en la rama de Poesía de los Juegos Florales de Quetzaltenango en Guatemala (1967)
- Premio de la primera Bienal de Poesía Latinoamericana, en Panamá (1971)
- Premio de Poesía Instituto Cervantes (2003)